# إبراهيم شكيري
إبراهيم شكيري (مواليد سنة 1969) هو مخرج وكاتب سيناريو ومنتج أفلام مغربي. أخرج عدة أفلام ومسلسلات مغربية، أبرزها الفيلم السينمائي الكوميدي الطريق إلى كابول سنة 2012.

## النشأة
وُلد إبراهيم شكيري سنة 1969 بمدينة إنزكان، وهاجر رُفقة أسرته إلى بلجيكا وهو في سن الخامسة، وهناك درس الابتدائي والثانوي قبل أن يلتحق بالجامعة ويدرس علم الاجتماع، ثم تخرّج في جامعة بروكسل الحرة.

## مسيرته الفنية
كانت بداية شكيري في مجال الإخراج السينمائي عام 1986 بالشريط القصير «أوكتوبيسي».
انتقل شكيري بعدها إلى تركيا، إذ أنجز 7 أفلام طويلة، ثم قرر إغناء مساره الفني من خلال عدة تجارب فنية قضاها في ماليزيا وتايلاند وباكستان.
وعزز شكيري ريبرتواره الفني في الفترة ما بين 2005 و2007، إذ أصدر 7 أفلام متنوعة، بين الكوميدي والكلاسيكي والتاريخي والفانتازيا، في تعاون مع المخرج نبيل عيوش، من بينها «شلح وبغاها فاسية»، و«منحوس وزادوه قادوس»، و«تويركا»، وغيرها.

## أعماله

### أفلام
- 2007: سيدي محمد أوعلي
- 2010: انفصام
- 2010: الخط الأحمر
- 2012: الطريق إلى كابول
- 2013: الطريق
- 2016: الكنز المرصود
- 2017: رضات الوالدين
- 2018: مسعود سعيدة وسعدان
- 2018: ياك أجرحي
- 2018: صرخة من عالم آخر
- 2019: مول البندير

### مسلسلات
- 2011: إلى الأبد
- 2012: دارت ليام
- 2017: حديدان في كليز
- 2018: أوشن
- 2019: حديدان عند الفراعنة
- 2020: أم القلايد
- 2021: ولاد العم
- 2021: سولو دموعي
- 2022: الهبوب

## وصلات خارجية
- إبراهيم شكيري على موقع IMDb (الإنجليزية)
- إبراهيم شكيري على موقع ألو سيني (الفرنسية)
- إبراهيم شكيري على موقع قاعدة بيانات الفيلم (الإنجليزية)